# Rock Cup 2023-2024
La Rock Cup 2023-2024 è stata la 69ª edizione della Coppa di Gibilterra, l'undicesima riconosciuta dalla UEFA, iniziata il 30 maggio e terminata il 17 aprile 2024. La squadra vincente ha ottenuto la qualificazione per la UEFA Conference League 2024-2025.
La squadra campione in carica è il FCB Magpies, che ha vinto la sua prima coppa nazionale nell'edizione 2022-23. Il titolo è stato vinto dal Lincoln Red Imps, che ha celebrato la sua ventesima coppa nazionale.

## Primo turno
Partecipano a questo turno 7 squadre della National League e una squadra della Intermediate League.
| Squadra 1       | Risultato | Squadra 2       |
| --------------- | --------- | --------------- |
| 30 gennaio 2024 |           |                 |
| Glacis United   | 9 – 0     | Hound Dogs      |
| 31 gennaio 2024 |           |                 |
| Europa FC       | 3 – 0     | Europa Point    |
| 6 febbraio 2024 |           |                 |
| College 1975    | 1 – 3     | Lions Gibraltar |
| 7 febbraio 2024 |           |                 |
| FCB Magpies     | 0 – 2     | St Joseph's     |

## Quarti di finale
Partecipano a questo turno le 4 squadre vincitrici il primo turno, e le 4 squadre rimanenti della National League.
| Squadra 1        | Risultato | Squadra 2        |
| ---------------- | --------- | ---------------- |
| 20 febbraio 2024 |           |                  |
| Lynx             | 0 – 4     | Lincoln Red Imps |
| 21 febbraio 2024 |           |                  |
| Lions Gibraltar  | 0 – 2     | Manchester 62    |
| 27 febbraio 2024 |           |                  |
| St Joseph's      | 3 – 0     | Mons Calpe       |
| 28 febbraio 2024 |           |                  |
| Europa FC        | 3 – 1     | Glacis United    |

## Semifinali
| Squadra 1     | Risultato | Squadra 2        |
| ------------- | --------- | ---------------- |
| 6 aprile 2024 |           |                  |
| Europa FC     | 3 – 0     | Manchester 62    |
| 7 aprile 2024 |           |                  |
| St Joseph's   | 0 – 1     | Lincoln Red Imps |

## Finale
| Arbitro: | Seth Galia |

|                                           |           |  |
| Villacañas 45’ Casciaro 88’ De Barr 90+5’ | Marcatori |  |